# فانيسا ناكاتيه
فانيسا ناكاتيه (ولدت في 15 نوفمبر 1996) هي ناشطة عدالة مناخية أوغندية.

## نشأتها
ترعرعت ناكاتيه في العاصمة الأوغندية، كامبالا. كبرت ناكاتيه في كامبالا وبرزت في شهر ديسمبر من عام 2018 بعد أن أثارت قلقها درجات الحرارة المرتفعة بشكل غير مسبوق في بلادها. تخرجت ناكاتيه من كلية التجارة في جامعة ماكيريري بعد نيلها شهادة في التسويق في إدارة الأعمال.

## إجراءات ضد تغير المناخ
متأثرة بغريتا ثونبيرغ لإطلاق حركتها الخاصة ضد تغير المناخ في أوغندا، بدأت ناكاتيه إضرابًا فرديًا ضد اللامبالاة حيال أزمة المناخ في شهر يناير من عام 2019. ولعدة أشهر كانت ناكاتيه المحتجة الوحيدة عند بوابة برلمان أوغندا. في نهاية المطاف، بدأ شبان آخرون بالاستجابة لمطالبات وجهتها للآخرين على مواقع التواصل الاجتماعي بالمساعدة في لفت الانتباه إلى حالة غابات الكونغو المطيرة. أسست ناكاتيه حركة شباب من أجل مستقبل أفريقيا وحركة انهض التي كان موقعها في أفريقيا.
في شهر ديسمبر من عام 2019، تحدثت ناكاتيه في اجتماع لمؤتمر الأمم المتحدة للتغير المناخي 2019 في إسبانيا، إلى جانب الناشطة المناخية الشابة، غريتا ثونبيرغ، وأليخاندرو مارتينيز. 
في أوائل شهر يناير من عام 2020، انضمت ناكاتيه إلى نحو 20 من الناشطين المناخيين الشبان من كافة أنحاء العالم لنشر رسالة للمشاركين في المنتدى الاقتصادي العالمي في دافوس تطالب شركات ومصارف وحكومات العالم بالتوقف الفوري عن دعم الوقود الأحفوري. وكانت ناكاتيه واحدة من 5 مندوبين دوليين دُعيوا من قبل فريق أركتيك بيزكامب إلى التخييم معهم في دافوس خلال فترة انعقاد المؤتمر الاقتصادي العالمي، وانضمت الوفود لاحقًا إلى مسيرة من أجل المناخ في آخر أيام المنتدى.
في شهر أكتوبر من عام 2020، ألقت ناكاتيه خطابًا في محاضرة السلام العالمي التي عقدها ديزموند توتو حثت فيه قادة العالم على «الاستيقاظ» والاعتراف بالتغير المناخي كأزمة، وربطت التغير المناخي بالفقر والمجاعات والأمراض والصراعات والعنف ضد النساء والفتيات. وقالت ناكاتيه أن «التغير المناخي كابوس يوثر على كافة جوانب الحياة». «كيف بإمكاننا القضاء على الفقر دون النظر إلى هذه الأزمة؟ كيف يمكننا القضاء على المجاعات إن كان التغير المناخي يترك الملايين من البشر دون طعام؟ سنشهد كارثة تلو الكارثة وتحديًا تلو الآخر ومعاناة تلو المعاناة (...) إن لم نقم بشيء حيال ذلك». ودعت قادة العالم أيضًا إلى «الخروج من مساحاتهم الآمنة ورؤية الأخطار التي تحدق بنا وفعل شيئًا حيالها. إنها مسألة حياة أو موت».
بدأت ناكاتيه مشروع المدارس الخضراء، الذي كان بمثابة مبادرة طاقة متجددة تهدف إلى تحويل الاعتماد على الطاقة في المدارس في أوغندا إلى الطاقة الشمسية وتركيب مدافئ صديقة للبيئة فيها. حتى اليوم، نُفذ المشروع في 30 مدرسة.
في 9 يوليو 2020 قابلت أنجولينا جولي فانيسا ناكاتيه، مع استضافة مجلة تايم لهما، ودار اللقاء حول قوة وأهمية الأصوات الأفريقية في حركة العدالة المناخية. في شهر أغسطس، سمت مجلة جون أفريك ناكاتيه من بين أكثر 100 شخصية أفريقية مؤثرة. وفي أغسطس من عام 2020، انضمت فانيسا ناكاتيه إلى الأمين العام الأسبق للأمم المتحدة بان كي مون في منتدى ألباك لمناقشة النشاط المناخي.
في شهر سبتمبر، تحدثت فانيسا في مناقشة سميت «إطلاق عهد قيادة مناخية تحويلية» لمعهد الموارد العالمي، وتحدثت عن وجهة نظرها في «المحادثات مع مغيري المناخ» لأوكسفام. في عام 2020 أعلنت الأمم المتحدة بأن فانيسا ناكاتيه هي القائدة الشابة رقم 13 لأهداف التنمية المستدامة.